# Eldon Lane
Eldon Lane est un village situé dans le comté de Durham, en Angleterre. La population du village au recensement de 2001 était de 394 habitants.